# Mionochroma carmen
Mionochroma carmen är en skalbaggsart som beskrevs av Dilma Solange Napp och Martins 2009. Mionochroma carmen ingår i släktet Mionochroma och familjen långhorningar. Inga underarter finns listade i Catalogue of Life.